# Serguéi Tijanovski
Serguéi Leonídovich Tijanovski (en ruso: Серге́й Леони́дович Тихано́вский; en bielorruso: Сяргей Леанідавіч Ціханоўскі - Siarguéi Leanídavich Tsijanouski) es un preso de conciencia, youtuber, videobloguero, disidente, y activista pro-democracia bielorruso. Es conocido principalmente por su activismo contra el gobierno del presidente de Bielorrusia, Aleksandr Lukashenko. En mayo de 2020, anunció su intención de postularse para las elecciones presidenciales de 2020, pero fue arrestado dos días después. El 29 de junio, Amnistía Internacional lo reconoció como preso político.  Su esposa Svetlana Tijanóvskaya terminó como principal rival de Lukashenko en las disputadas elecciones.
En diciembre de 2021 fue condenado a 18 años de prisión por "organizar disturbios masivos, incitar al odio e impulsar acciones que alteran gravemente el orden público".
El 21 de junio de 2025, Tijanovski salió de prisión después de la visita del representante estadounidense Keith Kellogg a Bielorrusia.

## Biografía
Tijanovski nació el 18 de agosto de 1978 en Gorki, región de Gómel, Bielorrusia, y se crio en Gómel.
Tijanovski estudió en el gimnasio físico y matemático, luego se graduó de la Facultad de Filología de la Universidad Estatal de Gómel Francisk Skarina. Más tarde abrió night clubs en Gómel y Mazyr y organizó conciertos. Se dedicó a la producción de vídeos, publicidad y vídeos musicales.

## País para la vida - Canal de YouTube
Tijanovski dice que se convirtió en bloguero casi por accidente. Construyó una granja cerca de Gómel y enfrentó obstáculos burocráticos de funcionarios locales, regionales y nacionales, luego habló de sus dificultades con los periodistas.
El canal de YouTube «País para la vida» (en ruso: Страна Для Жизни) se lanzó en 2019 y logró atraer 140 mil suscriptores durante ese año. El canal estaba dedicado a historias de bielorrusos corrientes y casos reales de emprendedores «que ayudarán a construir un país para la vida». Tijanovski graba un vídeo sobre temas sociales y políticos y habla sobre los problemas de las personas, principalmente en las regiones de Bielorrusia.
Junto con su equipo en un automóvil con el eslogan «Noticias Reales», Tijanovski pasó más de un mes conduciendo por Bielorrusia y entrevistándose con los suscriptores, quienes le contaban sobre los problemas en la ciudad y el país en cámara. El vídeo más popular del canal (casi un millón de visitas al 30 de mayo de 2020) es la historia de una mujer de la ciudad de Glubókaye sobre su vida y su actitud hacia Lukashenko. El canal de YouTube de Tijanovski también presenta entrevistas en vídeo con políticos y empresarios de la oposición.  En los viajes por Bielorrusia, Serguéi Tijanovski era seguido constantemente por automóviles con personas que lo vigilaban, presuntamente empleados de los servicios especiales bielorrusos.
Los videos de Tijanovski en YouTube, que criticaban el gobierno de Lukashenko, ganaron popularidad. Los blogueros independientes anti-Lukashenko (incluido Tijanovski) fueron vistos por el gobierno como una gran amenaza para su gobierno, como una alternativa mediática a la televisión, los periódicos y la radio, que están principalmente controlados por el gobierno, y muchos fueron atacados por las autoridades. Para mayo de 2020, el canal de YouTube de Tijanovski había obtenido 140 000 suscriptores; a mediados de julio de 2020, había alcanzado los 243 000 suscriptores, más de 12 veces el número de suscriptores del canal satelital estatal Belarus 24.

## Actividad política

### Antidesfile en Babruisk
El 9 de mayo de 2020, decenas de simpatizantes de Serguéi Tijanovski realizaron un «Anti-desfile» en Babruisk para expresar su desacuerdo con el Desfile del Día de la Victoria en Minsk durante la pandemia por coronavirus. El desfile de protesta se transformó en una manifestación. La policía detuvo a unas 15 personas después de la manifestación. Serguéi Tijanovski fue detenido en ese momento.

### Elecciones de 2020 y protestas
El 7 de mayo, Serguéi Tijanovski anunció en su canal de YouTube que tenía la intención de convertirse en candidato a la presidencia de Bielorrusia, desafiando a Aleksandr Lukashenko y su mandato de décadas. Antes de este hecho, el 6 de mayo fue detenido por la Milítsiya de Bielorrusia (policía) en las cercanías de Maguilov. Antes de eso, una multitud de seguidores de Tijanovski en Maguilov liberó a un miembro del equipo de Tijanóvski de la policía. Un día después, los aliados de Tijanovski fueron arrestados, incluido un bloguero de Slutsk, Uladzimier Niaronski. Las camionetas del equipo de Tijanovski, incluido Niaronski, fueron perseguidas por una policía de carreteras y dos camionetas con miembros de las fuerzas especiales AMAP de la policía.
Después de los arrestos, los partidarios de Serguéi Tijanovski realizaron una serie de protestas en todo Bielorrusia. Según Radio Liberty, de 20 a 30 personas fueron detenidas en Gómel, la ciudad natal de Tijanovski. El Centro de Derechos Humanos Viasna informa que al menos 19 personas que apoyaban a Tijanovski fueron detenidas en Minsk.
Después de su arresto, Serguéi Tijanovski fue retenido en un centro de detención temporal en Gómel, nominalmente debido a su participación en la manifestación en Minsk, el 19 de diciembre de 2019, contra la integración de Bielorrusia con Rusia. Finalmente, fue sentenciado a 15 días de prisión: 15 días de arresto por «participar en una acción de protesta no autorizada» en diciembre de 2019, y 30 días por reunirse con suscriptores de su canal de YouTube en Orsha y Brest. Después de su detención, Tijanovski anunció en su canal de YouTube su intención de postularse para presidente de Bielorrusia. Sin embargo, la Comisión Electoral Central de Bielorrusia se negó a registrar la agrupación política para postularlo.
Después de que la comisión electoral se negó a registrar la candidatura de Tijanovski, su esposa Svetlana Tijanóvskaya decidió postularse ella misma. La agrupación política de Svetlana Tijanóvskaya fue registrada con éxito por la Comisión Electoral Central de Bielorrusia. Serguéi Tijanovski se convirtió en el jefe de la agrupación para recolectar firmas para la participación de Svetlana Tijanóvskaya en las elecciones presidenciales.
El 20 de mayo, Serguéi Tijanovski fue puesto en libertad. Tijanovski explicó que la presión de los militantes ayudaron a lograrlo. En una entrevista con Tijanovski después del lanzamiento, Deutsche Welle estableció paralelismos entre el bloguero bielorruso, el líder de la oposición rusa Alekséi Navalni y el actor ucraniano Volodímir Zelenski, quien se convirtió en presidente de Ucrania. RTVi también trazó un paralelo entre Tijanovski y Navalni.
Serguéi Tijanovski comenzó sus viajes por todo el país con boletas para recolectar firmas para Svetlana Tijanóvskaya. La cola para el firmar en Minsk cerca del mercado Kamarouski era de media milla. Varios miles de personas también asistieron a la recolección de firmas de Tijanovski en Gómel. Serguéi Tijanovski anunció que estaba recolectando firmas para elecciones justas en Bielorrusia, sin falsificaciones.
Serguéi Tijanovski utiliza activamente el lema «¡Detente, cucaracha!» en su campaña, que es coreada por sus seguidores. El símbolo de la campaña de Tsijanouski es la zapatilla. El lema «¡Detente, cucaracha!» se refiere al cuento infantil «Cucaracha» del poeta soviético Kornéi Chukovski, sobre cómo la «cucaracha bigotuda» que intimidó a todos los animales y se convirtió en su gobernante. Aparentemente, este lema es una referencia al liderazgo actual de Bielorrusia. Las zapatillas son supuestamente un medio tradicional de control de plagas. Los periodistas de Euronews llamaron a los hechos en Bielorrusia como la «Revolución de las zapatillas», demostrando la cita del activista bielorruso Franak Viachorka con esta frase.

#### Provocación y arresto en Grodno
El 29 de mayo de 2020, Serguéi Tijanovski y al menos otros ocho hombres fueron arrestados en la ciudad de Grodno, en el noroeste de Bielorrusia, mientras recogían firmas para la candidatura presidencial de Svetlana Tijanóvskaya, y acusados de «organización o premeditación para una grave violación del orden público». Las imágenes y los relatos de testigos muestran que Tijanovski fue detenido tras un incidente después de que una mujer siguiera y tocara agresivamente a Tijanovski en un intento de provocación aparentemente deliberado; dos agentes de policía «se unieron a la mujer en su persecución a Serguéi Tijanovski» y se produjo una pelea con la policía. Según el Centro de Derechos Humanos Viasna, al menos 13 personas fueron detenidas, incluidos dos miembros de la agrupación de Svetlana Tijanóvskaya y tres ayudantes de Serguéi Tijanovski. El Ministerio del Interior de Bielorrusia dijo que habían abierto una causa penal por una supuesta «violencia contra agentes de policía». Aunque los funcionarios bielorrusos afirmaron que el policía resultó herido, no hay evidencia en las imágenes del vídeo de tal lesión.
En respuesta a la detención de Serguéi Tijanovski el 29 de mayo de 2020, Svetlana Tijanóvskaya exigió la liberación inmediata de su esposo y condenó «la 'sucia' provocación» en su contra; declarando que "la manifestación fue de naturaleza legal y pacífica; y calificando la detención como una violación de sus derechos constitucionales por motivos políticos. Amnistía Internacional y Human Rights Watch han condenado la detención de Tijanovski por las autoridades bielorrusas y la represión más amplia de las autoridades bielorrusas contra las figuras de la oposición, periodistas y blogueros antes de las elecciones presidenciales de 2020, incluidos arrestos, detenciones arbitrarias y el pretexto de cargos criminales. Amnistía declaró que «el arresto y el procesamiento de Siarhéi Tsijanouski y otros detenidos junto a él son arbitrarios, injustificados y con motivaciones políticas» y considera que en el grupo serían «presos de conciencia, ya que están detenidos únicamente por ejercer pacíficamente sus derechos humanos».